# Tomáš Jablonský
Tomáš Jablonský (* 21. června 1987 v Praze) je bývalý český fotbalista. Nejčastěji hrál na levé straně obrany. Kariéru ukončil 12. prosince 2017.

## Klubová kariéra
Je odchovancem FC Háje Jižní Město, odkud v průběhu mládeže přestoupil nejprve do Viktorie Žižkov, a poté do Slavie Praha.

### SK Slavia Praha
K prvoligovému utkání nastoupil prvně 13. května 2007 proti Příbrami v dresu Slavie. Před ročníkem 2007/08 se poprvé v kariéře zapojil do předsezónní přípravy A-týmu. První zápas v základní sestavě A-týmu odehrál 19. října 2007 a na podzim 2007 si zahrál i několik zápasů v prestižní Lize mistrů UEFA. Na jaře 2008 hostoval v SK Kladno a na podzim 2008 byl na hostování v týmu FC Bohemians Praha. V sezoně 2008/09 získal se Slavií mistrovský titul.

### FK Baumit Jablonec
V červenci 2009 byl společně s Janem Kovaříkem prodán do Jablonce jako součást transferu Adama Hlouška do Slavie. 17. května 2013 vyhrál s Jabloncem český fotbalový pohár, finálové utkání Poháru České pošty 2012/13 proti Mladé Boleslavi se rozhodlo až v penaltovém rozstřelu, který skončil poměrem 5:4 pro Jablonec (po konci řádné hrací doby byl stav 2:2).
17. srpna 2013 vstřelil branku v ligovém utkání s hostujícím týmem 1. SC Znojmo, zápas skončil divokou remízou 5:5.

### ŠK Slovan Bratislava
V červnu 2014 se dohodl na dvouleté smlouvě se slovenským Slovanem Bratislava. Do klubu přišel zadarmo jako volný hráč, neboť s Jabloncem neprodloužil končící smlouvu, avizoval zájem o zahraniční angažmá. 5. července 2014 byl u výhry 1:0 nad MFK Košice ve slovenském Superpoháru. V domácím zápase play-off předkola Ligy mistrů UEFA 2014/15 20. srpna proti běloruskému FK BATE si vstřelil vlastní gól, Slovan stihl vyrovnat na konečných 1:1. Slovanu se nepodařilo proniknout do základní skupiny Ligy mistrů UEFA, Jablonský se tak představil v základní skupině I Evropské ligy, kde se bratislavský tým střetl s AC Sparta Praha (Česko), SSC Neapol (Itálie) a BSC Young Boys (Švýcarsko). V březnu 2015 ve Slovanu předčasně skončil.

### SK Slavia Praha (návrat)
V létě 2015 zamířil na zkoušku do Slavie Praha. Později do svého bývalého klubu přestoupil. V sezóně 2015/16 odehrál za Slavii 21 ligových zápasů, branku nevstřelil. V ročníku 2016/17 se v dresu Slavie v ligovém zápase na trávník nedostal.

### FC Zbrojovka Brno
V lednu 2017 přestoupil do moravského klubu FC Zbrojovka Brno, kde s ním trenér Svatopluk Habanec počítal na levou stranu obrany. Smlouvu podepsal do června 2018.

## Reprezentační kariéra
Jablonský odehrál v roce 2008 dva zápasy za český reprezentační výběr U21 - proti Portugalsku (výhra 3:2) a proti Turecku (porážka 0:2).